# Jerzyska
Jerzyska – wieś w Polsce położona w województwie mazowieckim, w powiecie węgrowskim, w gminie Łochów. Ma status sołectwa.
W latach 1954–1959 wieś należała i była siedzibą władz gromady Jerzyska, po jej zniesieniu w gromadzie Łochów. W latach 1975–1998 miejscowość administracyjnie należała do województwa siedleckiego.
Liczba stałych mieszkańców wynosi ok. 100 osób, przy czym w północnej części wsi znajduje się duże skupisko działek letniskowych (Jerzyska Letnisko).
We wsi znajduje się kościół murowany o prostej architekturze, wybudowany w latach 1948-1965.
W dniach 13 – 15 sierpnia 1944 r. rozegrała się tam bitwa pomiędzy żołnierzami I Kompanii  32 Pułku Piechoty Armii Krajowej i w jej składzie oddziału Narodowych Sił Zbrojnych z Wołomina z przeważającymi siłami 7 Dywizji Piechoty Wehrmachtu.
W lesie na zachód od Jerzysk znajduje się obecnie kilkuczęściowy pomnik upamiętniający poległych oraz groby, przy których w rocznicę wydarzenia odbywają się apele lub msze św. polowe. 
Wieś leży w obszarze Puszczy Kamienieckiej i Nadbużańskiego Parku Krajobrazowego.
Wieś jest siedzibą rzymskokatolickiej parafii św. Stanisława Kostki. We wsi znajduje się także cmentarz parafialny.

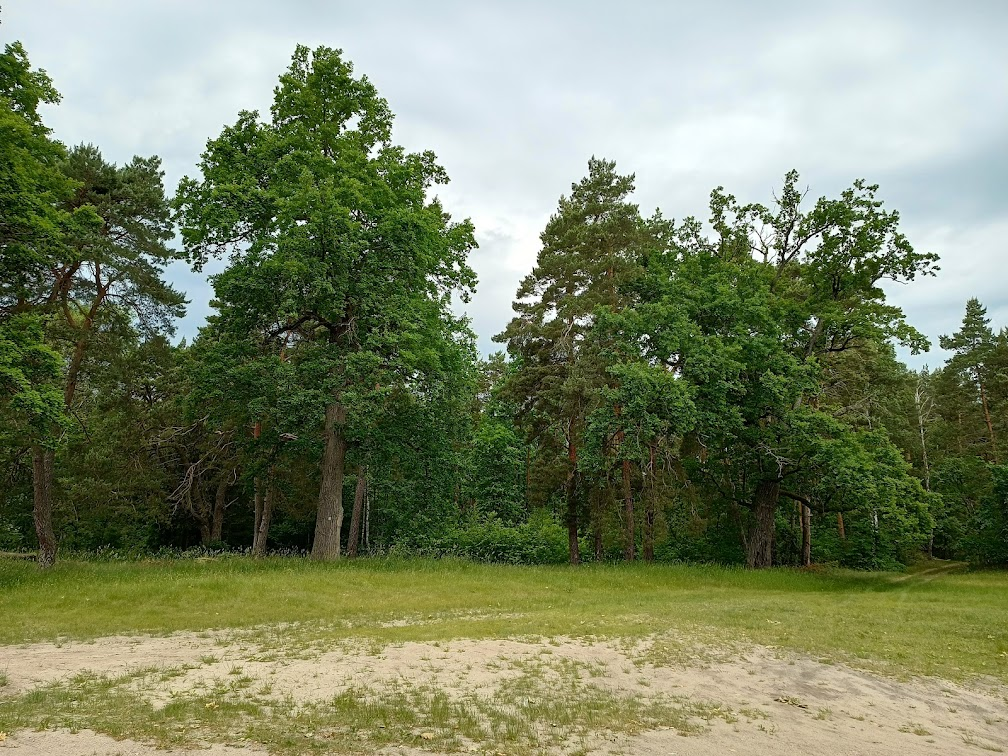
Stare drzewa koło kościoła